# José González (hiszpański strzelec)
José González Delgado (ur. 21 lutego 1907 w Zamorze) – hiszpański strzelec, olimpijczyk.
Brał udział tylko w jednych igrzyskach olimpijskich – miały one miejsce w Los Angeles w 1932 roku. Wystąpił w jednej konkurencji, którą było strzelanie z pistoletu szybkostrzelnego z 25 metrów. Był bliski zdobycia medalu, jednak zajął czwarte miejsce ex aequo z Włochem Walterem Boninsegnim i Meksykaninem Arturo Villanuevą.

## Wyniki olimpijskie
| Igrzyska | Konkurencja                   | Wynik                 | Miejsce    | Źródło |
| -------- | ----------------------------- | --------------------- | ---------- | ------ |
| IO 1932  | Pistolet szybkostrzelny, 25 m | 35 punktów (18-6-6-5) | 4T (na 18) | [ 1 ]  |